# Wilfrid Baumgartner
Wilfrid Siegfried Baumgartner (* 21. Mai 1902 in Paris; † 1. Juni 1978 ebenda) war ein französischer Bankier und Politiker.

## Biografie
Baumgartner begann sich frühzeitig mit Fragen der Finanzpolitik zu beschäftigen und trat 1925 als Finanzinspektor (Inspecteur des Finances) in die Staatliche Finanzverwaltung (Inspection générale des finances) ein. Von März bis Dezember 1930 war er Kabinettsdirektor von Finanzminister Paul Reynaud. Nach einer Tätigkeit als Schatzdirektor (Directeur générale du Trésor) im Finanzministerium von Januar 1935 bis November 1936 war er zwischen 1936 und 1949 Präsident der Staatlichen Kreditanstalt (Crédit national).
Am 19. Januar 1949 wurde Baumgartner als Nachfolger von Emmanuel Monick Gouverneur der Zentralbank (Banque de France) und übte dieses Amt bis Januar 1960 aus.
Am 13. Januar 1960 wurde er dann als Nachfolger von Antoine Pinay zum Minister für Finanzen und Wirtschaft in das Kabinett von Premierminister Michel Debré berufen. Das Amt des Ministers hatte er daraufhin bis zum Ende von Debrés Amtszeit am 19. Januar 1962 inne.
Bereits vor seinem Ausscheiden aus der Regierung wurde er 1961 Präsident der Alliance française, einer Vereinigung mit dem Ziel der Verbreitung der französischen Sprache im Ausland. Dieses Amt hatte er bis zu seinem Tod inne. 1963 war Baumgartner auch Mitglied der Internationalen Jury bei den Internationalen Filmfestspielen von Cannes.
Daneben war er 1964 Président-directeur général (PDG) des Chemie- und Pharmakonzerns Rhône-Poulenc. Außerdem war er zwischen 1965 und seinem Tod Mitglied der Académie des sciences morales et politiques sowie von 1969 bis 1974 Mitglied des Wirtschafts- und Sozialrates (Conseil économique, social et environnemental), einem Gremium zur Beratung der Regierung und des Parlaments in Wirtschafts- und Sozialfragen.